# Григоров, Кирилл
Кири́лл Григо́ров (латыш. Kirils Grigorovs; 19 октября 1992, Рига) — латвийский футболист, полузащитник.

## Биография
Воспитанник юношеского футбольного центра «Сконто», летом 2009 года Кирилл Григоров был заявлен за рижский «Олимп», в рядах которого он вскоре дебютировал в Высшей лиге Латвии. В сезоне 2010 году Кирилл порой попадал в заявку «Олимпа» на матч, но так и не сыграл ни одного матча за клуб.
В начале 2011 года Кирилл Григоров присоединился к «Юрмале» — дебютантке Высшей лиги Латвии, в составе которой он отыграл полтора года. В июле 2012 года Кирилл перешёл в ряды клуба «Гулбене», затем вернулся в «Юрмалу». Позднее играл за латвийский клуб «Бабите» и чешский клуб третьего дивизиона «Могленице».
В 2017 году играл за клуб первого дивизиона Ирландии «Атлон Таун». Осенью 2018 года играл за «Ереван» в первой лиге Армении.
В 2020 году был пожизненно дисквалифицирован Федерацией футбола Армении за участие в организации договорных матчей.